# Parapenaeus fissurus
Parapenaeus fissurus är en kräftdjursart som först beskrevs av Charles Spence Bate 1881.  Parapenaeus fissurus ingår i släktet Parapenaeus och familjen Penaeidae. Inga underarter finns listade i Catalogue of Life.